# Toitenwinkel 4 (Wittenburg)

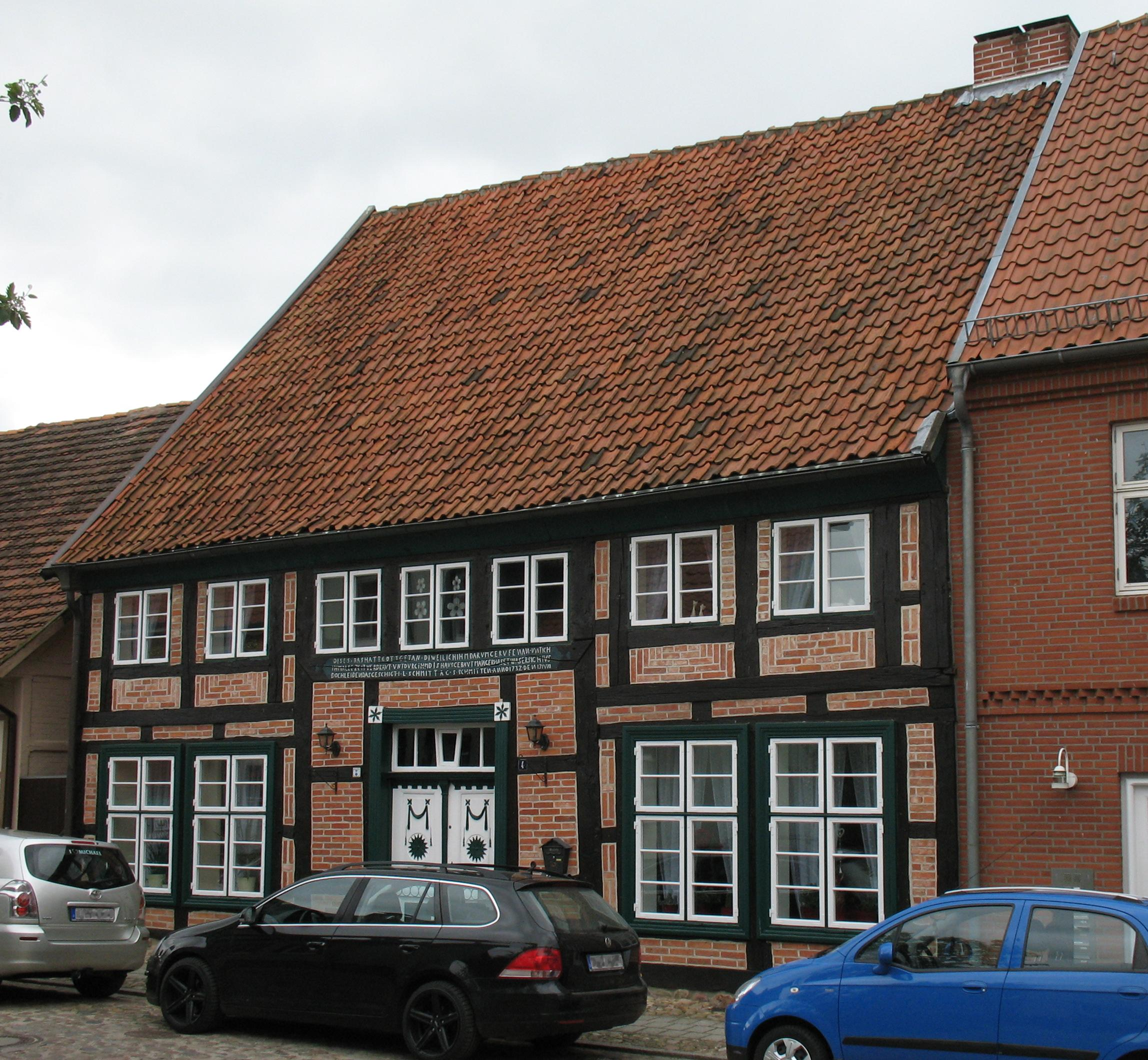

Das Wohnhaus Toitenwinkel 4 in Wittenburg (Mecklenburg-Vorpommern) stammt von 1732. Das Gebäude steht unter Denkmalschutz.

## Geschichte
Die Stadt Wittenburg mit 6303 Einwohnern (2020) wurde 1194 als provincie erstmals erwähnt und 1230 als civitas (Stadt).
Das zweigeschossige Fachwerkgebäude mit seinen Ausfachungen aus rotem Ziermauerwerk, einem breiten klassizistischen Portal und einer Inschrift wurde im 18. Jahrhundert gebaut.
Das Haus wurde im Rahmen der Städtebauförderung um 2010/14 saniert und der Bauherr für sein Engagement von der Stadt ausgezeichnet.